# روبرت دافي

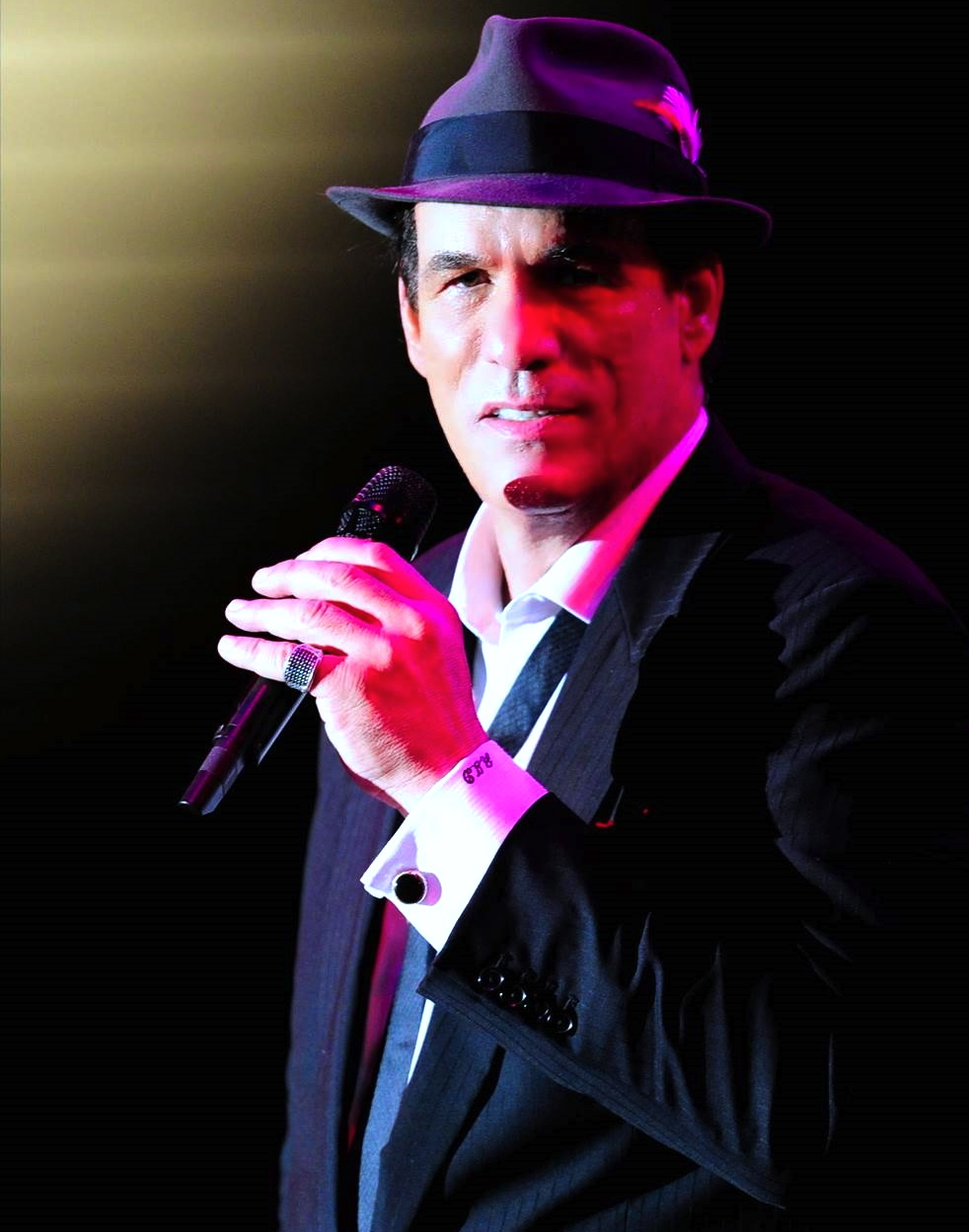
روبرت دافي عام 2013

روبرت دافي (بالإنجليزية: Robert Davi)‏ واسمه الكامل روبرت جون دافي، من مواليد 26 يونيو 1953م، وهو ممثل أمريكي، شارك في عدة أفلام ومنها فيلم بريداتور 2.

## وصلات خارجية
- Davi Sings Sinatra
- روبرت دافي على موقع IMDb (الإنجليزية)
- روبرت دافي على موقع روتن توميتوز (الإنجليزية)
- روبرت دافي على موقع ألو سيني (الفرنسية)
- روبرت دافي على موقع ميوزك برينز (الإنجليزية)
- روبرت دافي على موقع تيرنر كلاسيك موفيز (الإنجليزية)
- روبرت دافي على موقع أول موفي (الإنجليزية)
- روبرت دافي على موقع قاعدة بيانات الأفلام السويدية (السويدية)
- روبرت دافي على موقع إن إن دي بي (الإنجليزية)
- روبرت دافي على موقع قاعدة بيانات الفيلم (الإنجليزية)
- روبرت دافي على موقع كينوبويسك (الروسية)